# یوشینوری سوزوکی
یوشینوری سوزوکی (ژاپنی: 鈴木 義宜؛ زادهٔ ۱۱ سپتامبر ۱۹۹۲) یک بازیکن فوتبال اهل ژاپن است.
از باشگاه‌هایی که در آن بازی کرده‌است می‌توان به باشگاه فوتبال اوئیتا ترینیتا اشاره کرد.